# Saint-Mesmin (Côte-d'Or)
Saint-Mesmin is een gemeente in het Franse departement Côte-d'Or (regio Bourgogne-Franche-Comté) en telt 124 inwoners (2005). De plaats maakt deel uit van het arrondissement Montbard.

## Geografie
De oppervlakte van Saint-Mesmin bedraagt 17,6 km², de bevolkingsdichtheid is 7,0 inwoners per km².
De onderstaande kaart toont de ligging van Saint-Mesmin (Côte-d'Or) met de belangrijkste infrastructuur en aangrenzende gemeenten.

## Demografie
Onderstaande figuur toont het verloop van het inwonertal (bron: INSEE-tellingen).